# Инфантилизм
Инфантилизм (от лат. infantilis — детский) — особенность в развитии, сохранение в поведении или физическом облике черт, присущих предшествующим возрастным этапам, в психической сфере чаще всего детскому.
Термин употребляется как в отношении физиологических, так и психических явлений. В переносном смысле инфантилизм (как детскость) — проявление наивного подхода в быту, в социуме и т. д., также неумение принимать своевременно продуманные решения.

## Психический инфантилизм
Психический инфантилизм — незрелость человека, выражающаяся в задержке психического развития, при которой поведение человека не соответствует возрастным требованиям к нему. Преимущественно отставание проявляется в развитии эмоционально-волевой сферы, неспособности принятия самостоятельных решений и сохранении детских качеств личности. Суждения инфантильных лиц закономерно отличаются незрелостью, поверхностностью, конкретностью.
В раннем возрасте признаки инфантилизма, снижения уровня поведенческих мотиваций выявляются с трудом. Поэтому о психическом инфантилизме обычно говорят лишь начиная со школьного и подросткового возраста, когда соответствующие особенности начинают выступать более отчётливо.
Одним из наиболее важных факторов развития психического инфантилизма являются родители человека, которые недостаточно серьёзно относятся к человеку в детстве, не позволяя принимать самостоятельные решения — тем самым ограничивая подростка (но не ребёнка) в свободе. То есть в инфантилизме человека, родившегося нормальным, могут быть повинны сами родители.
Типичными для инфантильных детей являются преобладание развлечений и игровых интересов над учебными, неадекватная привязанность к матери, неприятие школьных ситуаций и связанных с ними дисциплинарных требований. Это приводит к школьной дезадаптации, а в дальнейшем — и к социальным проблемам. Дезадаптация (как в школьной сфере, так и в других) обусловлена главным образом незрелостью эмоционально-волевой сферы. Характерные черты индивидуумов с психическим инфантилизмом: эгоцентризм, мечтательность, капризность, шаловство, впечатлительность и пренебрежение коллективными интересами.
Однако инфантильные дети сильно отличаются от умственно отсталых или аутичных детей. Они отличаются более высоким уровнем абстрактно-логического мышления, способны переносить усвоенные понятия на новые конкретные задачи, более продуктивны. Динамика возникающей интеллектуальной недостаточности при инфантилизме характеризуется благоприятностью с тенденцией к сглаживанию нарушений познавательной деятельности.
Простой инфантилизм следует отличать от дисгармонического, который может приводить к расстройствам личности (психопатиям). В МКБ-10 в разделе «другие специфические расстройства личности» (F60.8) выделяется инфантильное расстройство личности. Помимо этого, психика лиц с истерическим расстройством личности также отличается крайним эгоцентризмом и психическим инфантилизмом. При детском типе шизофрении наблюдается «дисгармонический» психический инфантилизм. Инфантилизм у больных шизофренией характеризуется утрированной дисгармоничностью и карикатурными формами.
В настоящее время, в обновлённой Международной классификации болезней (МКБ-11), и начиная с четвёртого издания DSM (Диагностическое и статистическое руководство по психическим расстройствам), инфантильное расстройство личности исключено.

## Физиологический инфантилизм
В медицине понятием «инфантилизм» обозначают отставание в физическом развитии, которое проявляется у некоторых людей как следствие охлаждения, отравления или инфицирования плода в период беременности, кислородного голодания при родах, тяжёлых заболеваний в первые месяцы жизни, нарушения обмена веществ, нарушений в деятельности некоторых желез внутренней секреции (половых желез, щитовидной железы, гипофиза) и других факторов. У таких людей замедляются рост и развитие всех физиологических систем организма.

## Генитальный инфантилизм
Генитальный инфантилизм – анатомическое и гистологическое недоразвитие половых органов, сопровождающееся или не сопровождающееся гипофункцией яичников.
Причинами развития инфантилизма помимо наследственных нарушений и осложненного течения внутриутробного развития, могут быть постнатальные факторы: гиповитаминоз, детские инфекции, ревматизм, операции на яичниках.

## Правовой инфантилизм
Правовой инфантилизм — низкий уровень правового сознания, чувства ответственности относительно поведения в рамках права, несформированность, недостаточность правовых знаний и установок, но высокого уровня желания получить результат (без осознанности последствий, с вероятной осознанностью отрицательного поведения). Также в это можно включить недостаток внимания, или же интереса.

## Социальный инфантилизм
Состояние, проявляющееся в разрыве между биологическим и социокультурным развитием человека. Свидетельствует о нарушении механизма социализации и неприятии общественных обязанностей и обязательств.

## Инфантилизм (гипоплазия матки и яичников) в ветеринарном акушерстве
Характеризуется малыми размерами и афункцией яичников, отсутствием роста матки и влагалища. Различают врождённый и приобретенный инфантилизм. Врождённый имеет генетическую природу и не может быть устранен усиленным кормлением или гормональными препаратами. Приобретенный инфантилизм является следствием скудного кормления растущих животных. При экстенсивных условиях выращивания телок наступление у них половой зрелости нередко задерживается до 2—3 лет.